# Картотека
Картотека (др.-греч. χάρτης «лист папируса» + θήκη «место хранения») — упорядоченное собрание данных, как правило на карточках или листах одинакового формата объединённых общим содержанием. Представляет собой каталог. Примерами могут служить картотека пациентов в поликлинике и книжный каталог библиотеки.

## Описание
Каждая карта является информационной единицей и предоставляет сведения о каком-либо хранимом объекте, с целью облегчения поиска этого объекта по определённым признакам. Упорядочение осуществляется обязательно по логическим критериям: по алфавиту, по роду, по группам товаров, по номерам, по местам хранения каталогизируемых предметов, по дате и так далее.
В качестве разделителя используются прочные картонные карточки с выступом на верхней части; они служат только для классификации помещаемых между ними учётных карточек. При невозможности предусмотреть все случаи классификации применяются индикаторы (в практике называемые «рейторами» — «наездниками») — особые пластинки из металла с зажимом, которые надеваются на учётные карточки и, образуя выступ, служат для обозначения того или иного признака классификации последних. Индикаторы изготовляются разных цветов, форм и размеров.
В конце XIX века были найдены эффективные методы и средства поиска карточек в картотеке — карты с краевой перфорацией. При помощи пробитых отверстий по краю, кодировались данные записанные на карте.
Для архивирования картотеки фотографируются на микрофишу с последующим использованием микрофиши при помощи специального устройства.

## Банковская картотека
Банковской картотекой называют хранящиеся в банке и находящиеся на его контроле неисполненные расчётные документы предприятий и организаций-плательщиков. Расчётный документ может помещаться в картотеку по нескольким причинам: 1) у клиента на счёте недостаточно средств для исполнения расчётного документа; 2) ожидается акцепт клиента для исполнения; 3) ожидается платёж без акцепта.